# Charles Berthézenne

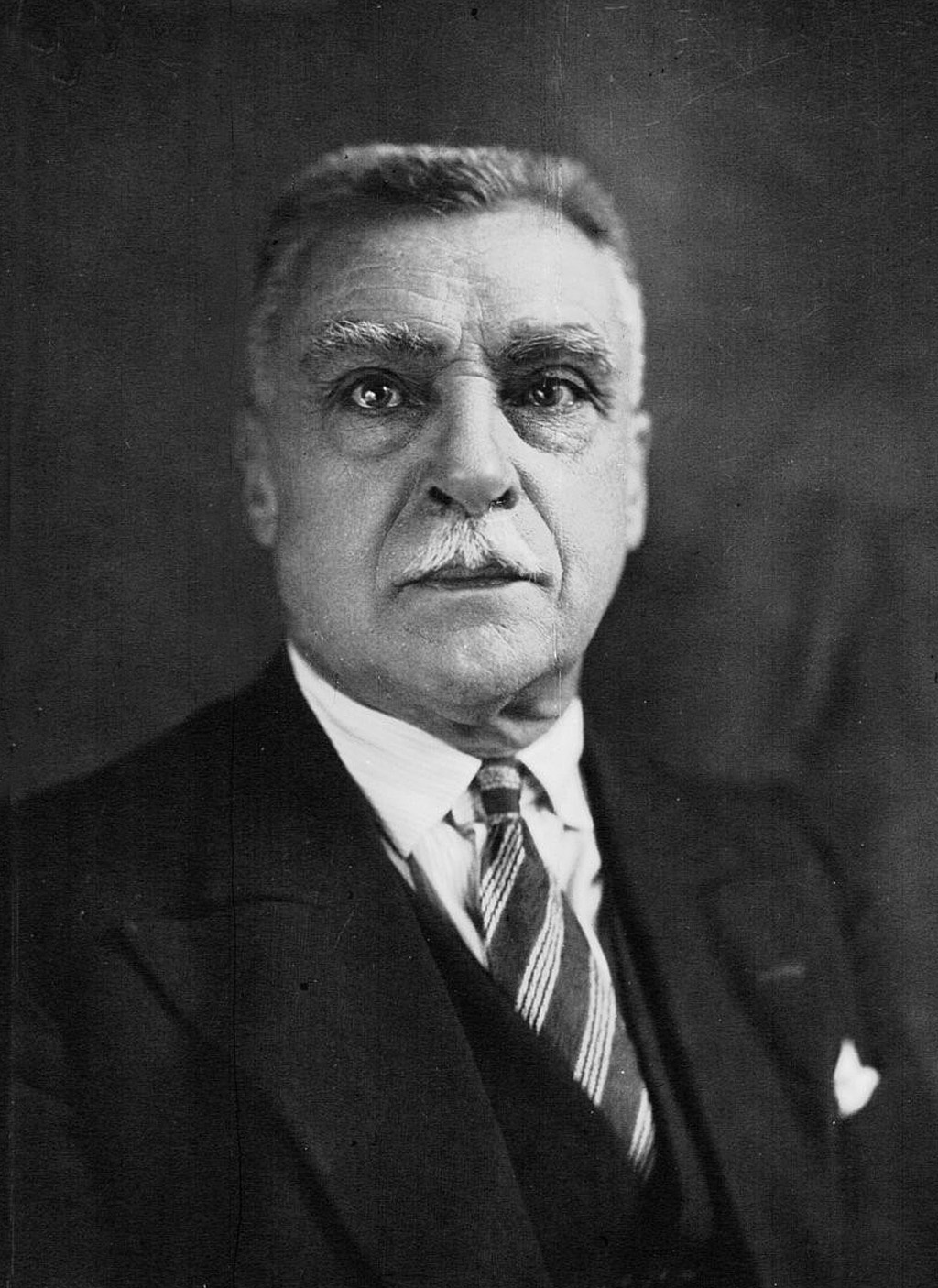
Charles Berthézenne

Charles Berthézenne (* 30. Januar 1871 in Valleraugue; † 11. Juni 1942 ebenda) war ein französischer Politiker. Von 1928 bis 1942 war er Abgeordneter der Nationalversammlung.

## Leben
Berthézenne war, wie sein Vater, zuerst Huthersteller. 1904 zog er in den Gemeinderat seines Heimatortes Valleraugue ein, dessen Bürgermeister er 1908 wurde. Er erfreute sich dort großer Beliebtheit und wurde 1921 auch in den Generalrat des Départements Gard gewählt. 1928 trat er bei den Parlamentswahlen an und zog als unabhängiger Sozialist in die Nationalversammlung ein. Der 1932 und 1936 wiedergewählte Politiker stimmte 1940 für das Ermächtigungsgesetz des Vichy-Regimes. Obwohl das Parlament dadurch de facto entmachtet war, behielt er bis zum 31. Mai 1942 formal sein Mandat. Er starb einige Tage später in seinem Heimatort Valleraugue.